# Hexatoma ornata
Hexatoma ornata är en tvåvingeart som först beskrevs av Günther Enderlein 1912.  Hexatoma ornata ingår i släktet Hexatoma och familjen småharkrankar. Inga underarter finns listade i Catalogue of Life.